# Beyoncé (musikalbum)
Beyoncé (stiliserat som BEYONCÉ) är den amerikanska sångerskan Beyoncés femte studioalbum. Albumet släpptes den 13 december 2013 av Parkwood Entertainment och Columbia. Albumet anses vara ett visuellt album, där låtarna ackompanjeras av icke-linjära kortfilmer (musikvideor) som visar upp de musikaliska koncept som skapades under albumets produktion. Ämnet för albumet är feministiskt tema. Den var inspirerad av Beyoncés önskan om kreativ musikalisk frihet.
Sångarens samarbete med producenter orsakade produktionen av mer ljudmässigt experimentellt material, som kombinerar R&B med modern elektronisk musik. Under hela denna period komponerades albumets låtar och musikvideor i total hemlighet. Beyoncé släpptes endast på iTunes Store utan några som helst tidigare tillkännagivanden eller marknadsföring, och debuterade som nummer ett på Billboard 200 samt flera andra listor. Det slutade med att bli en kommersiell succé, eftersom albumet sålde över 800 000 exemplar världen över under de första tre dagarna, och blev det snabbast sålda albumet i Itunes-historien. Albumet är certifierat multiplatina i Sverige, USA, Storbritannien och andra.
Den fick universell beröm från musikkritiker, som berömde dess feministiska koncept, produktion och sångprestanda. Albumet belönades med tre Grammys, bland annat för bästa Surround-Sound-album. Albumet krediteras ofta för att ha ändrat den globala musiksläppdagen från tisdag till fredag.
Albumet återutgavs i november 2014 som en del av en platinautgåva, tillsammans med ett omfattande spel med nya låtar. Flera singlar släpptes för att marknadsföra albumet, inklusive "Drunk in Love", "XO" och "7/11", som ingick i albumets platinautgåva. En del av albumet marknadsfördes under den framgångsrika The Mrs. Carter Show-turnén. 

## Bakgrund och utveckling
Efter släppet av sitt fjärde studioalbum 4 (2011) födde Beyoncé sitt första barn den 7 januari 2012, en dotter som heter Blue Ivy. Den sommaren började hon spela in ny musik i New York. Hon bjöd in producenter och låtskrivare att följa med henne, inklusive Sia, Timbaland, Justin Timberlake och The-Dream. Beyoncé beskrev atmosfären som konventionell och sa: "vi hade middagar med producenterna varje dag, som en familj... det var som ett läger med helger lediga. Du kunde hoppa i poolen och cykla... havet och gräset samt solsken... det var verkligen en trygg atmosfär." Några månader senare, i februari 2013, rubricerade hon Super Bowl-showen för första gången.
Beyoncé funderade först på idén att skapa ett "visuellt album" i juni 2013, när bara tre låtar hade blivit färdiga. När hon förklarade sin motivation sa hon att hon ofta kopplade bilder, barndomsminnen, känslor och fantasier till låtar hon var mitt uppe i att skriva, och att hon ville att folk skulle höra låtarna med berättelsen som fanns i hennes huvud. Under albumets komposition valde Beyoncé att interpolera en del av Chimamanda Ngozi Adichies TED-tal "We Should All Be Feminists" - "Vi borde alla vara feminister", i det eftersom hon hade samma åsikt. Vissa låtar spelades också in i Storbritannien och Australien.
Den 13 december 2013 släpptes albumet tidigt på morgonen utan något föregående tillkännagivande eller marknadsföring. Hon förklarade att hennes avsikt med denna ovanliga releasestrategi var att återinföra idén om ett albumsläpp som en betydelsefull och spännande händelse, eftersom spänningen som skapats kring singlar hade fått dem att förlora sin betydelse. Sångerskan kommenterade att hon var uttråkad av att hennes musik marknadsförs som den hade gjort tidigare, och ville att släppet skulle bli en annorlunda upplevelse för hennes fans. Albumet var endast tillgängligt på Itunes Store fram till den 20 december 2013, då fysiska kopior skickades till andra återförsäljare. Denna åtgärd var kontroversiell, eftersom vissa återförsäljare vägrade att sälja den.

## Musikvideor från albumet
Musikvideor spelades in för varje enskild låt på albumet, vilket resulterade i ett visuellt album. Hon arbetade med flera regissörer, bland annat den svenske regissören Jonas Åkerlund för musikvideon "Haunted". Andra regissörer inkluderar den belgiske regissören Pierre Debusschere, Hype Williams, Melina Matsoukas och Jake Nava. Musikvideorna filmades mellan juni och november 2013 i olika länder när Beyoncé reste på sin världsturné. Todd Tourso fungerade som kreativ chef för hela projektet. Mycket av hans roll handlade om kontakten mellan Beyoncé, som för de flesta videor redan hade koncept, och regissörerna som också hade förslag. Eftersom de flesta videor spelades in utanför USA var videoteamet litet. Flera videor var avsedda att visa upp albumets centrala tema "att hitta skönheten i ofullkomlighet". När hon arbetade på "Flawless" blev Beyoncé påmind om sina förluster på tv som barn, och trodde att dessa ögonblick hade lärt henne hur man omfamnar ofullkomlighet i framtiden. Temat representerades i musikvideornas videor av den återkommande användningen av troféer. Det fördes också in i hur det visuella skapades, med många videor som spelades in utan föregående förberedelser, eftersom sångaren fann glädje i spontaniteten på inspelningsplatserna. Beyoncé sa att hon tyckte att det var befriande att filma några videor och uttryckte sin avsikt att demonstrera sexualitet som en makt som kvinnor borde ha, och inte förlora efter att ha blivit mamma.

## Mottagande
Beyoncé fick brett hyllning från musikkritiker. På recensionssamlaren Metacritic fick albumet en hög poäng på 85, baserat på 34 recensioner, vilket tyder på "universell beröm". Kritiker berömde albumet som tematiskt och musikaliskt djärvt, samt berömde dess visuella och överraskningssläpp. Många sa att det var hennes magnum opus. Det rankades som årets bästa album av Billboard. Dessutom inkluderades albumet i listor över de bästa albumen under 2010-talet av flera recensenter.
Albumet nominerades till fem Grammys vid den 57:e årliga Grammy Awards, inklusive Årets Album, bästa Urban Contemporary Album, bästa Surround-Sound-Album och bästa R&B låt och bästa R&B Performance för låten "Drunk in Love", som vann de tre sistnämnda.

## Låtlista
| 1.  | Pretty Hurts                            | 4:17 |
| 2.  | Haunted                                 | 6:09 |
| 3.  | Drunk In Love (med Jay-Z)               | 5:23 |
| 4.  | Blow                                    | 5:09 |
| 5.  | No Angel                                | 3:48 |
| 6.  | Partition                               | 5:19 |
| 7.  | Jealous                                 | 3:04 |
| 8.  | Rocket                                  | 6:31 |
| 9.  | Mine (med Drake)                        | 6:18 |
| 10. | XO                                      | 3:35 |
| 11. | Flawless (med Chimamanda Ngozi Adichie) | 4:10 |
| 12. | Superpower (med Frank Ocean)            | 4:36 |
| 13. | Heaven                                  | 3:50 |
| 14. | Blue (med Blue Ivy)                     | 4:26 |